# بیلی وست
بیلی وست (به انگلیسی: Billy West) صداپیشه نامدار آمریکایی است. صدای شخصیت‌هایی به مانند ملوان زبل و باگزبانی از او است. صدای چندین شخصیت از سریال‌های فیوچراما و نمایش رن و استیمپی از وی هست.